# Riepenwand
Die Riepenwand ist ein 2774 m ü. A. hoher Berg in den Stubaier Alpen im österreichischen Bundesland Tirol. Sie ist besonders für den Klettersport von Bedeutung.

## Topographie
Die Riepenwand liegt in der Gruppe der Kalkkögel zwischen der Schlicker Seespitze im Süden und der Großen Ochsenwand im Nordosten. Im Osten fällt die Riepenwand mit steilen Felsflanken zur Schlick hin ab. Zum Schutz des darunterliegenden Skigebietes Schlick 2000 ist hier in Gipfelnähe eine Anlage zum Absprengen von Lawinen angebracht. Im Westen, zum Senderstal hin, ist der Berg großteils von senkrechten Wänden geprägt.

## Geologie
Wie die anderen Berge der Kalkkögel besteht auch die Riepenwand aus Dolomitfels aus der Trias. Es handelt sich dabei um äußerst brüchiges Gestein. So kam es etwa am 6. Mai 2011 an der Nordwand der Riepenwand zu einem großen Felssturz, bei dem etwa 1000 m³ Gestein abbrachen. Eineinhalb Monate danach kam es dort abermals zu einem Felssturz.

## Alpinismus
Auf die Riepenwand führt kein einfacher Weg. Der Normalweg führt von der Adolf-Pichler-Hütte im Senderstal zur Riepenscharte (2550 m) zwischen Riepenwand und Ochsenwand  und von dort im Schwierigkeitsgrad I in extrem brüchigem Gelände durch die Nordostflanke zum Gipfel. Dieser Anstieg ist auch der Weg des Erstbesteigers Karl Gsaller (1883, Alleingang). Ein weiterer Weg von der Riepenscharte über den Nordgrat weist den Schwierigkeitsgrad II–III auf. Diese Wege werden jedoch selten begangen und dienen meist nur als Abstiegsroute für die alpinistisch bedeutsameren Kletterrouten auf den Berg. Der 1914 erschlossene Netzerweg (Nordwestwand, IV–V) gilt als eine der beliebtesten klassischen Kletterrouten der Stubaier Alpen und ist besonders durch ihren schwierigen und ausgesetzten Quergang („Fliegerbandl“) bekannt.
Bekannte Kletterer wie Matthias Auckenthaler, Matthias Rebitsch, Reinhard Schiestl und Andreas Orgler erschlossen schwierige Anstiege vom Senderstal aus, darunter:
- die „Direkte Nordwestwand“ (VI)
- die „King-Crimson-Gedächtnisführe“ (VI-)
- „Super-Crimson“ (VI)
- „Gerade Nordwestwand“ (VI)
- „Riepenpfeiler“ (VII A3)
- „Westverschneidung“ (VI).

Von der Seespitzscharte aus, der Scharte zwischen Riepenwand und Schlicker Seespitze, führen zwei Wege im Schwierigkeitsgrad II zum Gipfel, ost- und südostseitig gibt es Routen zwischen dem III. und V. Grad.